# Gheorghe Mollo
Gheorghe Mollo (n. 1 august 1939) este un politician găgăuz din Republica Moldova, care a deținut în perioada 26 iulie – 9 noiembrie 2002 funcția de guvernator (bașcan) interimar al Găgăuziei, în perioadă vacanței acestei funcții după demisia lui Dumitru Croitor.

## Bașcan interimar al Găgăuziei
Gheorghe Mollo (în alfabetul chirilic: Георге (Георгий) Молла) a deținut funcția de șef al Direcției pentru informații și securitate al executivului din autonomia găgăuză, în timpul mandatului bașcanului Dumitru Croitor (1999-2002).
La 31 ianuarie 2002, un grup din 21 de deputați din Adunarea Populară a Găgăuziei i-au acordat un vot de neîncredere Guvernatorului Găgăuziei și au stabilit pentru data de 24 februarie 2002 organizarea referendumului de revocare din funcție a lui Dumitru Croitor. În ziua respectivă majoritatea secțiilor de votare au fost închise, autoritățile locale (executive) din autonomie luând măsuri pentru zădărnicirea referendumului. Pentru aceste acțiuni ulterior lui Dumitru Croitor, Mihail Kendighelean, Ivan Burgudji le-au fost intentate dosare penale, însă numai Ivan Burgudji a fost condamnat la închisoare, celelalte dosare fiind mai târziu clasate.
La 21 iunie 2002, sub presiunile interne și ale autorităților centrale, Dumitru Croitor demisionează din funcția de Guvernator al Găgăuziei, motivând oficial prin faptul că Adunarea Populară ignoră opinia sa în cazul adoptării deciziilor și îi respinge orice inițiative.
Adunarea Populară a UTA Gagauz Yeri din 26 iulie 2002 a anulat decizia ei anterioară de a-l numi pe președintele Adunării, Ivan Kristioglo, ca guvernator interimar după demisia lui Dumitru Croitor și l-a desemnat ca guvernator interimar al Găgăuziei pe Gheorghi Mollo.
Această decizie a fost adoptată după ce procurorul general al regiunii autonome, Gheorghi Leiciu, a trimis o scrisoare Adunării Populare a Găgăuziei afirmând că numirea lui Ivan Kristioglo, ca guvernator interimar al UTA Gagauz Yeri la 10 iulie 2002 a fost ilegală deoarece a încălcat principiul separării puterilor în stat.
Printre problemele cu care s-a confruntat Gheorghe Mollo în scurtul său interimat s-a numărat problema asigurării școlilor din autonomie cu învățători de "limba moldovenească". În cadrul convorbirilor purtate cu premierul Vasile Tarlev, Mollo a spus că, în acel moment, în instituțiile de învățămînt preuniversitar din UTA Gagauz-Yeri, pentru predarea disciplinei "limba moldovenească" ar mai fi fost necesari peste 70 de profesori.
Mollo a susținut că anume "din cauza lipsei profesorilor de "limba moldovenească", tinerii din instituțiile de învățământ din UTA Gagauz-Yeri nu cunosc limba de stat". Deși a apelat în repetate rânduri la Ministerul Educației, nu a reușit soluționarea acestei probleme.
De asemenea, el a afirmat că există numeroase probleme privind asigurarea școlilor cu manuale și cu literatură de specialitate. De asemenea, el a acuzat faptul că guvernul republican de la Chișinău are restanțe cu privire la plata salariilor profesorilor din autonomie.
După o rundă de alegeri pentru funcția de guvernator invalidate din cauza lipsei mumărului minim de alegători, la 20 octombrie 2002, Gheorghe Tabunșcic a acumulat 50,99% de voturi. La data de 9 noiembrie 2002, Gheorghe Tabunșcic este învestit în funcția  de Guvernator (Bașcan) al UTA Găgăuzia “Gagauz Yeri”.

## Activitatea sa ulterioară
Adunarea Populară a UTA Gagauz-Yeri a aprobat la data de 4 decembrie 2002 cabinetul format de către bașcanul Gheorghe Tabunșcic. De asemenea, Adunarea l-a desemnat pe fostul guvernator interimar Gheorghe Mollo ca viceguvernator al autonomiei găgăuze.
În iunie 2005, viceguvernatorul Gheorghe Mollo s-a întâlnit cu o delegație de oameni de afaceri din Turcia, condusă de către ministrul turc al comerțului extern Kurșat Truzmen, propunându-le să investească în mai multe întreprinderi locale de producere a materialelor de construcții, a sticlei și foilor de ardezii, a conservelor, a făinii, precum și în tutungerie și vinificație.
Adjunctul bașcanului, Gheorghi Mollo, le-a declarat oamenilor de afaceri turci că în UTA Găgauz Yeri sunt create condiții pentru investitorii străini și că autoritățile găgăuze vor acorda sprijinul necesar în realizarea proiectelor propuse.